# Тиндал стена
Тиндал стена једна је од органогених доломитских кречњака из периода ордовицијума који претходи камбријумска периода а следи га силурска периода. Она у себи садржи остатке фосила у чију љуштуру је уграђиван калцијум-карбонат. Зато се ова стена одликује видљивим присуством фосилних остатака главоножаца, трилобита, корала и других остатака животињског света из древног леденог мора које се прострало од 488.3±1.7 до пре око 443.7±1,5 милиона година на простору Северне Америке.
Канадски писац Керол Шилдс овако је сликовито описао свосјтва и настанак тиндал стене у свом недавном бестселеру „Камени дневници” (енгл. The Stone Diaries); Неки људи то зову таписерија од камена, а неки случајно заробљени брод фосила: пужева, брахиопода, трилобита, корала и пужева, чија је тела, ових некада жива бића, када су угинула попут чауре обложио енглески муљ, и створио стену.
Ова прошарани кречњачка стена кремасте боје, као грађевински материјал у облики камена потиче из каменолома у околини села Гарсон удаљеног око 45 km од централног дела Винипега. Ово мало село на североистоку Виннипег сматра се престоницом кречњака у Северној Америци. Ово није празна прича, јер још из периода од пре 450 милиона година (касни ордовицијума) тиндал стена је ломљена на овом месту и вероватно најчешће коришћена као грађевински камен у Канади.

## Структура
У тиндал стени преовладавју две главне врсте фосила;
- Прва врста фосила су, тела или калцитне љуштуре разних морских животиња и биљака која су разбацана кроз стену - попут сувог грожђа суспендованог у пудингу.
- Друга врста фосила су тракасте форме које се у облику мреже шупљина које се протежу кроз целу стену.

На попречном пресеку и површини тиндал стене уочавају се следеће форме тела фосила која се међусобно преплићу.
- Брахиоподи и трилобити који су присутни, али их је тешко идентификовати.
- Корали, који са лакше уочавају по њиховим дебљим гранама и препознатљивим унутрашњим преградама и малим усамљеним наборанима.
- Велики мекушци, као што су пужеви и главоношци, сачувани су у унутрашњости љуштура.
- Највише видљиви фосили су гомиле колонија корала и строматопороида.
- Највећи и најзагонетнији су тиндал фосили, звани „сунцокрет корали” који се јављају као кружне „колоније” величине кошаркашке лопте. Ови фосили припадају изумрлој врсти кречњачких алги из фамилије Receptaculites, које су живела од периода ордовицијума и кроз перм.[5]

## Примена
Ова стена као грађевинских материјала, времном, је постала синоним за архитектуру покрајине Манитобе у Канади.
И поред тога што се данас масовно користи у савременој архитектури, њена примена вуче корене из далеке прошлости. Тако да њена употреба представља везу између архитектуре Винипега и архитектуре дивергентне ере, разних форми стилова: нпр. од зграде Законодавства Манитобе и Унион железничке станице у Винипегу из 1912. године преко Готичке катедрале (St. John’s Cathedral) из 1926. до модерне библиотеке Елизабет Дефо. У последњих неколико година Тиндал стена нашла је примену и за изградњу приватних кућа високих стамбених зграда, школа и пословних објеката, музеја итд.
Истовремено, са масовном употребом на простору Манитобе, овај јединствени камен стекао је популарност и изван Манитобе, тако да се данас може наћи уграђен у значајне објекате широм Канаде као што су нпр. зграде Скупштине Канаде у Отави и Канадски музеј цивилизације у Гатиноу, Квебек.
- Део импозантних грађевина Винипега изграђених од тиндал стене
- Железничка станица
- Зграда Законодавства
- Катедрала St. John